# Драммонд, Анабелла
Анабелла Драммонд (англ. Anabella Drummond; 1350, Данфермлин, Файф — октябрь 1401, Скун) — королева-консорт Шотландии, жена Роберта III.

## Биография
Анабелла была дочерью сэра Джона Драммонда, 11-го тэна Леннокса и главы клана Драммондов. В 1367 году Анабелла вышла замуж за Джона Стюарта (будущего короля Шотландии). Вскоре после свадьбы она была втянута в борьбу за власть между её мужем и его братом, Робертом. Поскольку у Анабеллы и Джона было две дочери, но в течение нескольких лет не родилось ни одного сына, Роберт пытался поддержать принятие закона, запрещающего женщинам наследовать трон.
Анабелла была коронована вместе с Джоном, который взял имя Роберт III, в 1390 году. Король Роберт, который в ещё 1384 году стал инвалидом из-за падения с лошади, на протяжении своего правления становился все более слабым как управленец, и был не в состоянии управлять страной. Он считался себя «худшим из королей и несчастнейшим из людей».

Из-за того, что король был неспособен управлять страной, Анабелле было предложено взять управление на себя де-факто, в то время как официально оно все ещё было закреплено за королем Робертом. Хроники Шотландии в общем хвалебно описывают правление Анабеллы и её поведение как королевы.
Заботясь об интересах своего старшего сына, Давида, в 1398 году она организовала рыцарский турнир, во время которого Давид был посвящен в рыцари. В апреле того же года она также созвала совет, на котором был создан титул герцога Ротсея и дарован Давиду. Но несмотря на все её усилия, вскоре после её смерти Давид был заключён в тюрьму его дядей и умер при загадочных обстоятельствах.

## Дети
- Элизабет, вышла замуж за Джеймса Дугласа, лорда Далкейта
- Маргарита, вышла замуж за Арчибальда, 4-м графа Дугласа
- Мария, была замужем 5 раз, впервые — за Джорджа Дугласа
- Эгидия
- Давид, герцог Ротсей, женился на Марджори Дуглас, дочери Арчибальда Свирепого, 3-го графа Дугласа
- Яков I, в 1406 стал королем Шотландии